# Râul Gengea
Râul Gengea este un curs de apă, afluent al râului Bârlui. 